# Garazi (prénom)
Garazi est un prénom féminin basque,.
L'équivalent du prénom est « Engracia, Gracia  » en espagnol et « Engrace, Grace  » en français.
Variante de « Grazia ».

## Prénom
- Pour l'ensemble des articles sur les personnes portant ce prénom, consulter :
  - la liste des articles dont le titre commence par ce prénom
  - les listes produites par Wikidata : Liste des personnes de prénom « Garazi » — même liste en incluant les éventuels prénoms composés qui contiennent « Garazi ».